# Agustín P. Delgado
Agustín P. Delgado (né le 26 janvier 1906 à Mexico et mort le 15 avril 1981 ) est un réalisateur, scénariste, et producteur de cinéma mexicain.

## Filmographie

### Comme réalisateur
- 1943 : Cinco fueron escogidos
- 1944 : Conga bar
- 1944 : El Mexicano
- 1944 : Esclavitud
- 1944 : Estampas Habaneras
- 1946 : Los Años han pasado
- 1947 : La Malagueña
- 1948 : Espuelas de oro
- 1948 : La Bandida
- 1949 : Carta Brava
- 1949 : Ladronzuela
- 1950 : Donde nacen los pobres
- 1950 : La Ciudad perdida
- 1951 : El Papelerito
- 1952 : Dos caras tiene el destino
- 1952 : El Genial Detective Peter Pérez
- 1953 : Ángeles de la calle
- 1953 : Los que no deben nacer
- 1954 : ¿Mujer... o fiera?
- 1954 : La Mujer que se vendio
- 1958 : Los Legionarios
- 1959 : Angelitos del trapecio
- 1960 : Dos criados malcriados
- 1960 : Dos locos en escena
- 1960 : El Dolor de pagar la renta
- 1960 : Los Desenfrenados
- 1960 : Los Tigres del desierto
- 1964 : Buenos días, Acapulco
- 1964 : Luna de miel para nueve
- 1966 : La Batalla de los pasteles
- 1967 : Tres mil kilómetros de amor
- 1968 : El Zangano
- 1971 : La Casa del farol rojo

### Comme scénariste
- 1944 : El Mexicano
- 1948 : Espuelas de oro
- 1948 : La Bandida
- 1949 : Carta Brava
- 1949 : Hijos de la mala vida
- 1949 : Ladronzuela
- 1950 : La Ciudad perdida
- 1951 : El Papelerito
- 1952 : Dos caras tiene el destino
- 1952 : El Genial Detective Peter Pérez
- 1953 : Los que no deben nacer
- 1954 : ¿Mujer... o fiera?
- 1955 : El Monstruo en la sombra
- 1957 : Y si ella volviera
- 1958 : Los Legionarios
- 1959 : Angelitos del trapecio
- 1960 : Dos criados malcriados
- 1960 : El Dolor de pagar la renta
- 1960 : Los Desenfrenados
- 1960 : Los Tigres del desierto
- 1964 : Luna de miel para nueve
- 1971 : La Casa del farol rojo

### Comme producteur
- 1944 : El Mexicano
- 1949 : Ladronzuela
- 1952 : "China Smith"
- 1955 : El Monstruo en la sombra
- 1956 : El tesoro de Isla de Pinos
- 1957 : Y si ella volviera